# Wojny berberyjskie

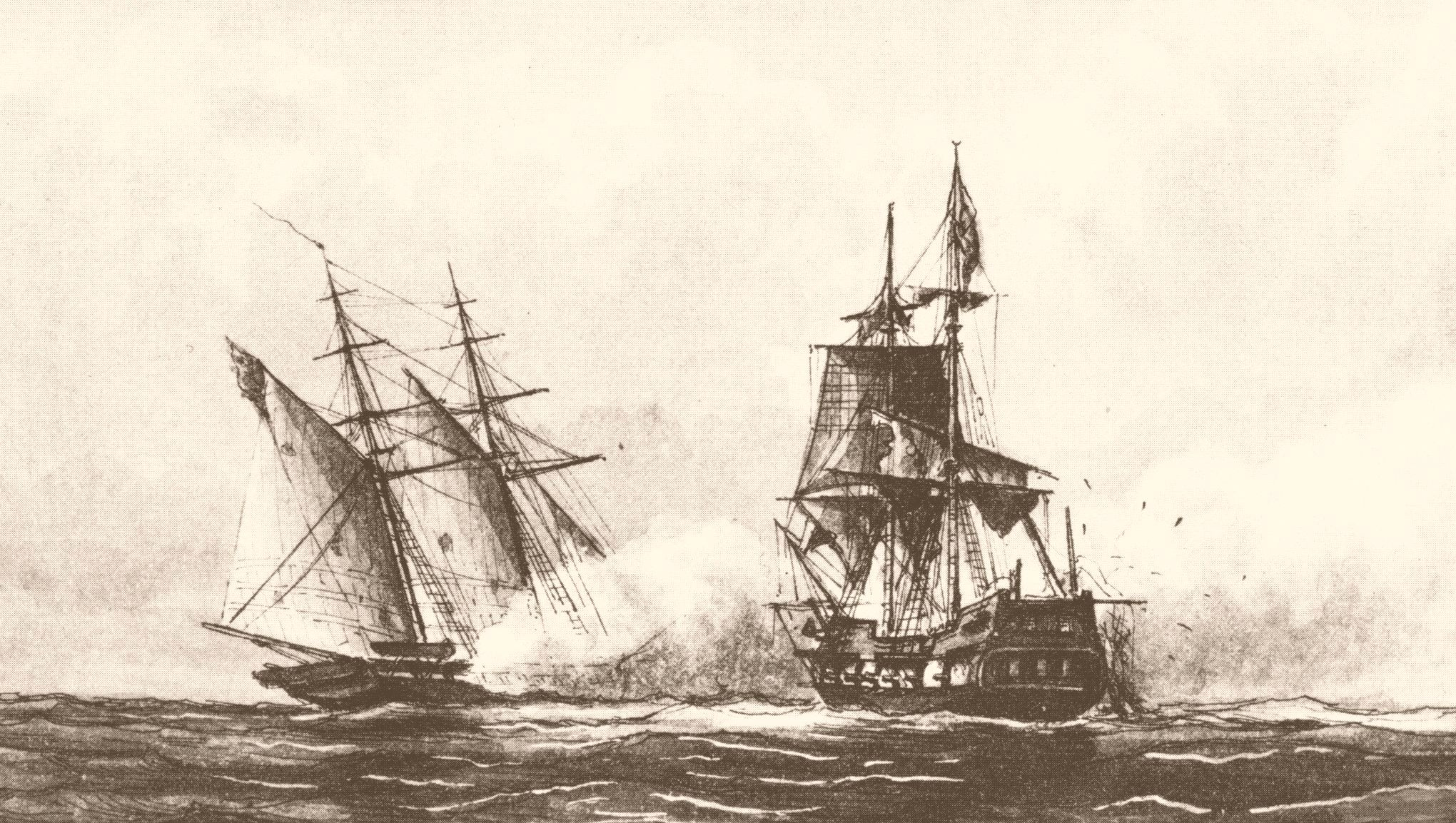
USS „Enterprise” w walce z „Tripoli”

Wojny berberyjskie - wojny prowadzone przez Stany Zjednoczone Ameryki w północnej Afryce i na Morzu Śródziemnym z muzułmańskimi państwami berberyjskimi. 
- 1801-1805 – I wojna berberyjska
- 1815-1816 – II wojna berberyjska

Przesłanką konfliktów były rozpoczęte w 1784 roku napaści piratów berberyjskich na jednostki amerykańskie, przetrzymywanie zakładników oraz koszty płaconych haraczy i żądania ich zwiększenia. 